# Kilpennathur
Kilpennathur è una suddivisione dell'India, classificata come town panchayat, di 12.504 abitanti, situata nel distretto di Tiruvannamalai, nello stato federato del Tamil Nadu. In base al numero di abitanti la città rientra nella classe IV (da 10.000 a 19.999 persone).

## Geografia fisica
La città è situata a 12° 15' 31 N e 79° 13' 51 E.

## Società

### Evoluzione demografica
Al censimento del 2001 la popolazione di Kilpennathur assommava a 12.504 persone, delle quali 6.307 maschi e 6.197 femmine. I bambini di età inferiore o uguale ai sei anni assommavano a 1.486, dei quali 788 maschi e 698 femmine. Infine, coloro che erano in grado di saper almeno leggere e scrivere erano 8.159, dei quali 4.692 maschi e 3.467 femmine.